# Doug Millward
Horace Douglas Millward, detto Doug (Sheffield, 10 agosto 1931 – Contea di Arlington, 23 ottobre 2000) è stato un allenatore di calcio e calciatore inglese, di ruolo attaccante.

## Biografia
Sportivo a tutto tondo, Millward si dedicò oltre che al calcio anche al cricket, giocando per il Suffolk County Cricket Club, ed al tennis.
Rimasto a vivere negli Stati Uniti d'America nella città di Springfield, è morto al Northern Virginia Community Hospital nella contea di Arlington, ucciso da un infarto.

## Carriera

### Calciatore
Millward inizia la carriera agonistica nel Doncaster per poi passare nel 1952 al Southampton, società con cui però non esordirà mai in campionato.
Nel 1955 Millward viene ingaggiato dall'Ipswich Town, società militante nella terza serie inglese. Con l'Ipswich vince la Third Division South 1956-1957 e nella stagione d'esordio in cadetteria ottiene l'ottavo posto in campionato. Millward con la sua società vince la Second Division 1960-1961, ottenendo la promozione in massima serie.
La stagione d'esordio in massima serie è conclusa con la vittoria del campionato, primo successo per l'Ipswich. L'anno seguente raggiunse con il suo club gli ottavi di finale della Coppa dei Campioni 1962-1963, venendo eliminato dal Milan.
Terminata l'esperienza all'Ipswich, chiude la carriera agonistica al Poole Town, con cui inizia anche l'esperienza di allenatore.

### Allenatore
Nel 1965 diviene il primo allenatore straniero degli scozzesi del St. Mirren, con cui ottiene la salvezza nella Scottish Division One 1965-1966.
Nell'estate 1967, si trasferisce negli Stati Uniti d'America per allenare i Baltimore Bays nella neonata NPSL. Con i Bays ottenne il primo posto della Eastern Division della NPSL, qualificandosi così per la finale della competizione, persa poi contro gli Oakland Clippers.
Nel 1974 viene chiamato alla guida dei neonati Baltimore Comets, con cui raggiunge nella NASL 1974 i quarti di finale del torneo. La stagione seguente chiude il torneo al quinto ed ultimo posto della Eastern Division.

## Palmarès
- Third Division South: 1

Ipswich Town: 1957
- Second Division: 1

Ipswich Town: 1961
- Campionato inglese: 1

Ipswich Town: 1962